# Circleville (Ohio)
Pour les articles homonymes, voir Circleville.
Circleville est une ville de l'État de l'Ohio, aux États-Unis. Elle est le siège du comté de Pickaway.

## Histoire et particularismes

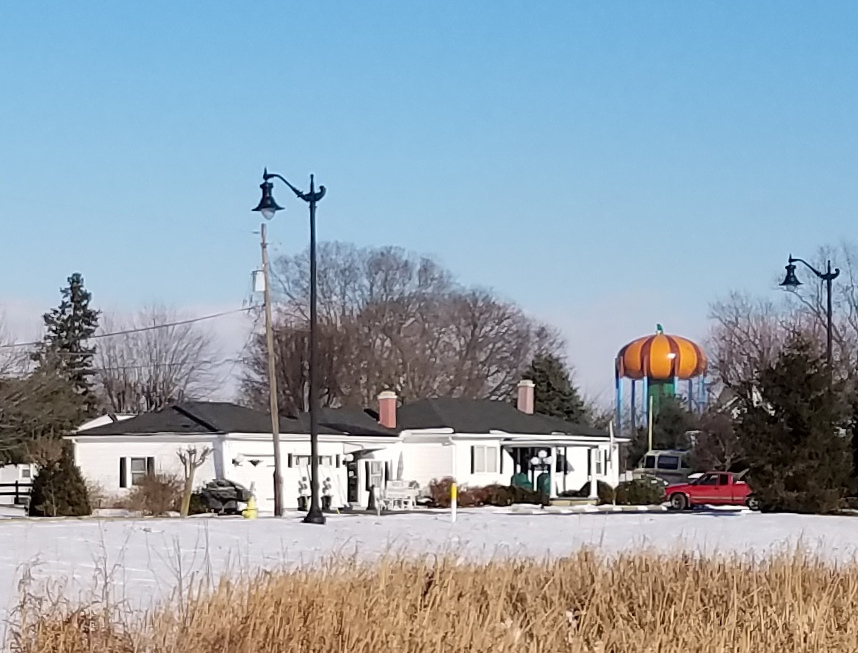
Le château d'eau en citrouille de la ville.

Cette localité a la particularité d'avoir eu son centre composé en 1810 sur un plan circulaire puis totalement remodelé sur une grille orthogonale entre les années 1830 et 1850 pour des raisons de rentabilité et de morale.
La ville dispose également de trois rues nommées Hitler Road. Elles ne sont non pas dédiées au dictateur allemand mais à un des pères fondateurs de la ville du nom de George W. Hitler qui a vécu pendant la seconde moitié du XIXe siècle. Les descendants de George W. Hitler ont constitué une famille importante à Circleville. D'ailleurs, un cimetière a été nommé Hitler-Ludwig Cimetery.

## Géographie
Selon les données du Bureau du recensement des États-Unis, Circleville a une superficie de 17,5 km2 (soit 6,7 mi2) dont 17,1 km2 (soit 6,6 m2) en surfaces terrestres et 0,3 km2 (soit 0,1 mi2) en surfaces aquatiques.

## Démographie
Circleville est peuplée, lors du recensement de 2000, de 13 485 habitants.

## Personnalité liée à la ville
- Austin Kleon (né en 1983), auteur et blogueur, y est né.
- Tiffany McDaniel (1985), écrivaine américaine, résidente de Circleville[2]